# Окулярник золотий
Окулярник золотий (Cleptornis marchei) — вид горобцеподібних птахів родини окулярникових (Zosteropidae). Єдиний представник монотипового роду Золотий окулярник (Cleptornis).

## Поширення
Вид є ендеміком Співдружності Північних Маріанських островів. Трапляється на Сайпані (115 км²) і на безлюдному острові Агігуані (7 км²). У 2011 та 2012 році (24 і 50 птахів) інтродукований на Саріган (4,5 км²), причому розмноження там відбувалося в перший рік. Доісторичні дані свідчать про те, що вид колись траплявся на Тініані та Роті.
У межах свого ареалу він займає різноманітні середовища існування, як природні, так і створені людиною. Він поширений у місцевих лісах, особливо у карстових лісах, але також зустрічається у відкритих чагарниках і приміських зонах. На Сайпані його немає лише в болотах навколо озера Сусупе та трав'янистих саванах.